# Alsókosály község
Alsókosály község (románul: Comuna Cășeiu) község Kolozs megyében, Romániában. Központja Alsókosály, beosztott falvai Alőr, Dumbráva, Désorbó, Guga, Gugaivölgy, Kapjon, Leurdahatárrész, Felsőkosály, Szeletruk.

## Fekvése
Kolozs megye északi részén helyezkedik el. Szomszédos községek északon Pecsétszeg, délnyugaton Dés város, délen Kozárvár, keleten a Beszterce-Naszód megyei Csicsómihályfalva. A legközelebbi város, Dés 2 kilométerre található.

## Népessége
A 2011-es népszámlálás adatai alapján a község népessége 4437 fő volt.
A népesség alakulása 1850-től:

## Története
Alsókosály faluban 2-3. századi római település maradványait tárták fel. A régészeti lelőhely a romániai műemlékek jegyzékében a CJ-I-s-B-06996 sorszámon szerepel. Felsőkosályon római kori torony maradványa található (CJ-I-s-A-07154). Alőrön a villanytelepen bronzkori, római kori és kora középkori települések maradványait tárták fel (CJ-I-s-B-07219). Alőrön római castrum maradványaira is bukkantak (CJ-I-s-B-07220).

## Nevezetességei
- 1725–1771 között épült barokk stílusú Haller-kastély Kapjonban.[5]
- Désorbó 18. századi, Szent Mihály és Gábriel arkangyalokról elnevezett fatemploma (CJ-II-m-B-07620).

## Híres emberek
- Bartalis János (1893–1976) költő 1920 és 1933 között Alsókosályon gazdálkodott, és itt írta híres kosályi bukolikáit.[6]